# Élément maximal
Dans un ensemble ordonné, un élément maximal est un élément tel qu'il n'existe aucun autre élément de cet ensemble qui lui soit supérieur, c'est-à-dire que a est dit élément maximal d'un ensemble ordonné (E, ≤) si a est un élément de E tel que :
De même, a est un élément minimal de E si :
Pour tout élément maximal a de E, on a les équivalences et l'implication (stricte) :
Si l'ordre est total, les notions d'élément maximal et de plus grand élément sont confondues (de même pour élément minimal et plus petit élément).

## Exemples
- L'ensemble des parties d'un ensemble E, muni de l'inclusion, a pour seul élément maximal E, qui est aussi le plus grand élément.
- L'ensemble des parties propres (différentes de l'ensemble lui-même) d'un ensemble E non vide, muni de l'inclusion, a pour éléments maximaux tous les E\{a} pour a ∈ E. Il n'y a pas de plus grande partie propre dès que E a plus de deux éléments.
- L'ensemble des entiers naturels muni de l'ordre usuel est un exemple d'ordre qui n'a pas de plus grand élément, donc (puisque cet ordre est total) pas d'élément maximal.
- L'ensemble des suites finies de 0 et de 1, muni de l'ordre préfixe, (u0, …, un) ≤ (v0, …, vp) quand n ≤ p et pour tout i ≤ n, ui = vi, est un ordre partiel qui n'a pas d'éléments maximaux, et la suite vide pour plus petit élément (donc seul élément minimal).
- Un arbre muni de la relation « est un ancêtre de » a pour éléments maximaux toutes ses feuilles (il n'en existe pas forcément, les branches pouvant être infinies).